# Maud Maloney Watt
Maud Watt (née Maud Maloney le 16 avril 1894 en Gaspésie et décédée le 31 mars 1987 à Ottawa) est une exploratrice canadienne et la première femme garde-chasse du Québec. Elle est une pionnière de la protection des milieux naturels au Québec, sa cause première étant la protection des populations de castors. On lui attribue le surnom « l’ange de la baie d’Hudson ».

## Biographie

### Jeunesse et mariage
Née en Gaspésie en 1894, elle est la dixième d'une famille de quatorze enfants. En 1915, elle épouse l'Écossais James S.C. Watt (parfois surnommé Jim ou Jimmy), commis et traiteur pour la Compagnie de la Baie d’Hudson. Elle a deux enfants de ce mariage, Jacqueline et Hugo,  et adopte quatre enfants autochtones, Sydney, Gertie, Janie et Alice,.

### Fort Chimo
Maud et James Watt sont placés à Fort Chimo (aujourd’hui Kuujjuaq) en 1915. L’endroit est à l’époque très isolé ayant pour seul contact avec le reste du monde la visite annuelle du navire d'approvisionnement Naskopie. Les conditions de vie difficiles soudent la communauté, et Maud Watt est reconnue comme une personne accueillante qui ouvre les portes de sa maison à qui en a besoin, faisant de chez elle un point de rencontre pour les Cris, Innus et Inuit.

### Traversée
À l’été 1917, le Naskopie ne fait pas d’apparition à Fort Chimo.  Le chef de district avait précédemment averti les Watt que la guerre avait une incidence sur les voyages du bateau. Sans communication, il était impossible de savoir quand un autre bateau serait de passage. Voyant leurs provisions diminuer, les Watt s’organisent pour trouver un autre moyen d'approvisionnement via la route terrestre.
Ils entament, le 9 avril 1918, un périple vers le fleuve Saint-Laurent qui dura 55 jours,. Le territoire n’est alors pas cartographié et très peu connu des Blancs. Ils quittent Fort Chimo avec un traîneau tiré par des chiens, chargé d’un canot et de matériel. Ils mettent le cap sur Fort Mackenzie. Arrivés sur place, ils rencontrent des familles autochtones qui se dirigent également vers le sud. Ces familles seront leurs guides pour le reste du voyage.
Le groupe suit la rivière Swampy Bay pour arriver au lac Petitsikapau situé au Labrador le 9 mai 1918. Ils se réfugient au Fort Nascopi, site abandonné de la Compagnie de la Baie d’Hudson. En plus du risque d’engelures, la faim devient une constante préoccupation avec la baisse des réserves de nourriture. Le groupe continue sa route sur la rivière Aswanipi pour atteindre la rivière Moisie, mais l’arrivée du printemps fragilise la glace. Ils sont obligés de longer la rive pendant un moment. Une fois la glace fondue, ils abandonnent les traîneaux et continuent en canot sur la rivière Moisie pour atteindre Sept-Îles.
Maud Watt est la première femme blanche à effectuer ce trajet,.

### Fort Rupert
En 1920, James est affecté comme postier au Fort Rupert (aujourd’hui Waskaganish) pour la Compagnie de la Baie d'Hudson. Le couple ne retournera donc pas à Fort-Chimo. Leur arrivée coïncide avec la hausse de la popularité des fourrures dans les années 1920,. La traite des fourrures s'intensifie au détriment des populations de castors de la région. En 1920, 2 000 peaux de castor sont enregistrées au poste.
À l’hiver 1928-1929, après une décennie de trappe intense, seulement 4 peaux de castor sont apportées au poste. La traite des fourrures étant en place depuis plusieurs années, les Cris sont rendus dépendants de ce système pour obtenir des denrées et du matériel. En plus d’être coupés de ces revenus, les Cris ne peuvent plus subvenir à leur besoin alimentaire via la chasse du castor,,. Voyant les Cris gravement affectés par la faim, James donne du crédit faisant perdre de l’argent à la Compagnie de la Baie d'Hudson et risque de perdre son emploi. Les Watt nourrissent les Cris avec de leurs propres réserves,. Malgré tout, plusieurs personnes meurent. En 1930, deux huttes de castor sont découvertes. Afin de les protéger, James Watt offre de les acheter avec son argent. Il reçoit le support des Cris dans sa démarche, mais ceux-ci pointent le fait que, par le passé, des trappeurs venus de l’extérieur trappaient sans respecter les règles locales. Les Watt font une requête au gouvernement du Québec pour contrôler la population de castors dans la région. Ils veulent créer une zone de protection contrôlée.
À l’hiver 1930, il est décidé que Maud Watt se rendra à Québec pour négocier une entente étant la seule du couple à parler français. Elle quitte Fort Rupert avec ses deux enfants de 3 et 6 ans pour se rendre à Moose Factory en traîneau à chiens. Le groupe se rend jusqu’au campement ferroviaire de la Temiskaming and Northern Ontario Railway et de là prend le train vers Québec. Maud convainc le sous-ministre de la colonisation Louis-Arthur Richard de la pertinence de son projet et ce dernier persuade le premier ministre du Québec Louis-Alexandre Taschereau de lui accorder le contrôle du castor dans la région,.
Maud retourne à Fort Rupert avec en main un acte de concession créant une réserve de plus de 18 600 km2 entre les rivières Rupert et Eastmain allant de la Baie jusqu’au lac Nemiscau,. Afin d’éviter des représailles de la Compagnie de la Baie d'Hudson qui voyait cette protection comme une atteinte à leur monopole, la zone de préservation est enregistrée sous le nom de Maud et non sous celui de James, employé de la compagnie.  Elle devient la gardienne de la réserve, elle est donc la première femme garde-chasse du Québec. Après quelques années, les Watt cèdent une partie de la gestion de la zone à la Compagnie de la Baie d'Hudson voyant qu’ils ne pouvaient pas assumer toutes les responsabilités financières,. La trappe du castor cesse complètement dans la région pendant quelques années pour permettre la régénérescence de l'espèce. Les communautés Cris de la région sont affectées par ces mesures, mais les effets bénéfiques sur les populations de castors sont observables. La trappe reprend en 1940 où le nombre de bêtes capturées est limité à 450. En 1944, on retrouve plus de 13 000 castors dans la région,.
James Watt meurt subitement d’une grippe à Fort Rupert en 1944. À la suite de la mort de son mari, Maud Watt devient boulangère, le pain étant un aliment lui ayant manqué dans le Nord. Elle fait construire un centre communautaire à Fort Rupert et continue de travailler à rendre accessibles l'instruction et les soins de santé dans le Grand Nord.

### Fin de vie
Maud Watt déménage à Winnipeg en 1977 pour être auprès de sa fille Jacqueline, qui décède d’un cancer peu de temps après. Maud Watt demeure à Winnipeg auprès de ses trois petits-enfants et de son gendre. Elle meurt à Ottawa le 31 mars 1987, à l’âge de 93 ans. Elle est inhumée à Waskaganish.

## Reconnaissances
Elle est la première femme admise au Beaver Club en 1961.
Elle devient Officière de l’Ordre du Canada le 31 mars 1971,,.

## Héritage
Le succès de la zone protégée de Fort Rupert encourage les autorités à répéter le même modèle sur d'autres territoires au Québec, sur les Territoires du Nord-Ouest et en Ontario. En 1944, la Compagnie de la Baie d'Hudson gère des zones de protection qui couvrent plus de 111 300 km2. Au Québec, dès 1951, onze aires de conservation du castor totalisent plus de 485 500 km2.
D'autres communautés cris demandent des mesures similaires sur leur territoire et des réserves sont créées : La Nottaway en 1938 et La Old Factory en 1941. Des chasseurs cris deviennent garde-chasses. Ils suivent l'évolution des populations de leur territoire et font des rapports sur la trappe effectuée.

## Dans la culture
Le 4 mars 2009, une émission de la série De remarquables oubliés, diffusée à la radio de Radio-Canada, est consacrée à Maud Watt.
Un chapitre est consacré à sa vie dans le livre Elles ont fait l’Amérique de Marie-Christine Lévesque et Serge Bouchard paru en 2011.

### Écrits personnels
- (en) Maud Watt, « Rupert's march of time », The Beaver, vol. 269, no 1,‎ juin 1938, p. 22-26 (lire en ligne)